# Янне Мюллер-Віланд
Янне Мюллер-Віланд (нім. Janne Müller-Wieland, нар. 28 жовтня 1986, Гамбург, Німеччина) — німецька хокеїстка на траві, бронзова призерка Олімпійських ігор 2016 року.

## Виступи на Олімпіадах
| Олімпіада           | Дисципліна     | Місце |
| ------------------- | -------------- | ----- |
| Пекін 2008          | хокей на траві | 4     |
| Лондон 2012         | хокей на траві | 7     |
| Ріо-де-Жанейро 2016 | хокей на траві | 3     |

## Зовнішні посилання
- Янне Мюллер-Віланд — олімпійська статистика на сайті Sports-Reference.com (англ.) (архівна версія)